# Narberth (Pensylwania)
Narberth – wieś w amerykańskim stanie Pensylwania, w hrabstwie Montgomery.

## Demografia
Według United States Census Bureau, w 2000 roku mediana dochodu dla gospodarstwa domowego wyniosła 60 408 USD. Mężczyźni otrzymywali średni dochód w wysokości 59 076 USD, natomiast kobiety – 41 518 USD.
W 2010 roku liczba mieszkańców wyniosła 4282 osoby, z czego 90,4% osób było rasy białej, 1,9% było Afroamerykanami bądź rasy czarnej, 4,4% było Azjatami, a 0,1% Amerykanami wysp Pacyfiku.